# Desmocerus californicus
Desmocerus californicus là một loài bọ cánh cứng thuộc phân họ Lepturinae, trong họ Cerambycidae. Loài này phân bố ở Hoa Kỳ. Adult beetle feeds with pollen on flowers của Sambucus genus.

## Phân loài
- Desmocerus californicus californicus Horn, 1881[1]
- Desmocerus californicus dimorphus Fisher, 1921[1]

## Hình ảnh

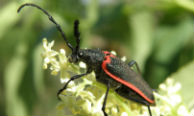
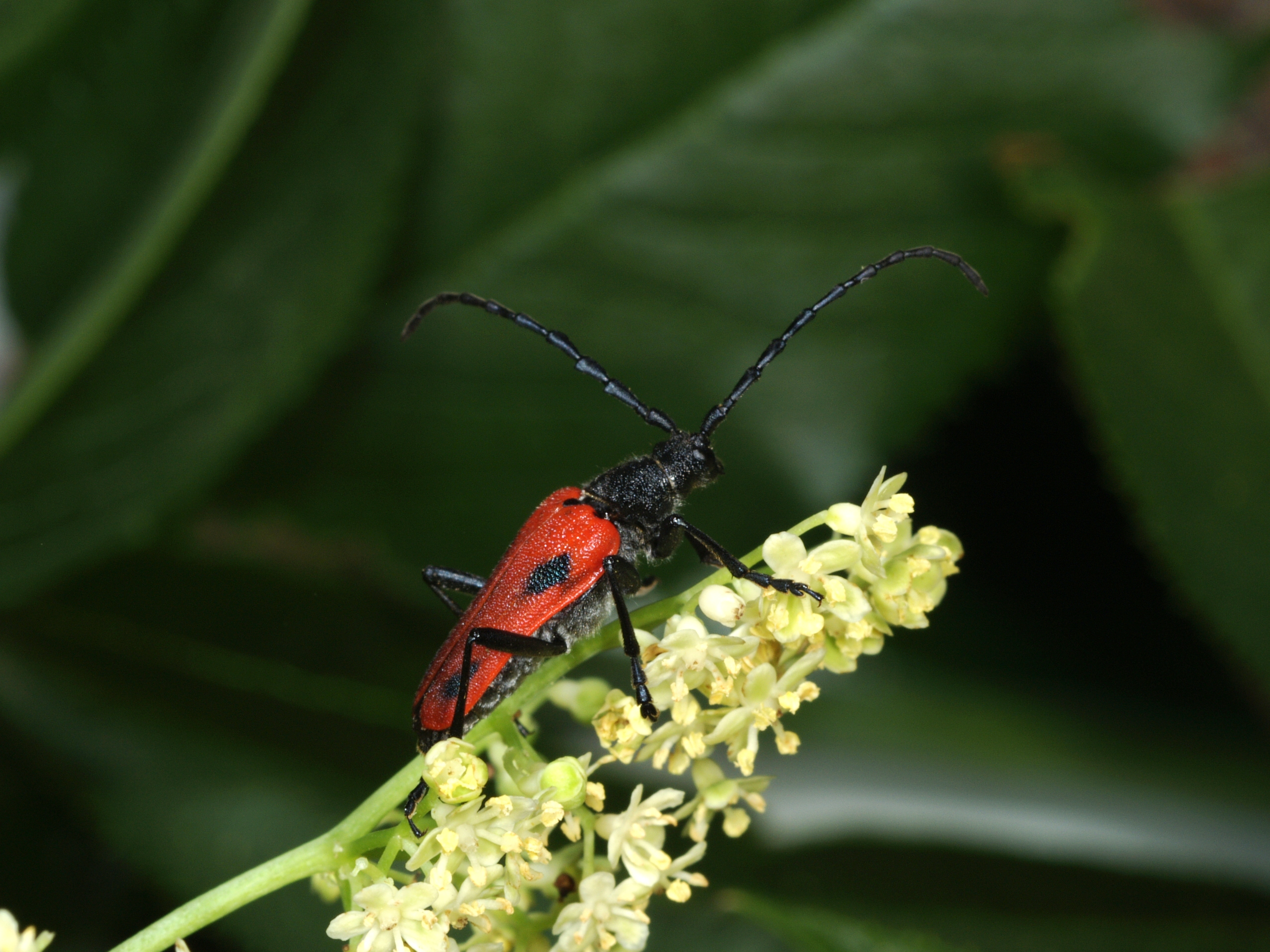
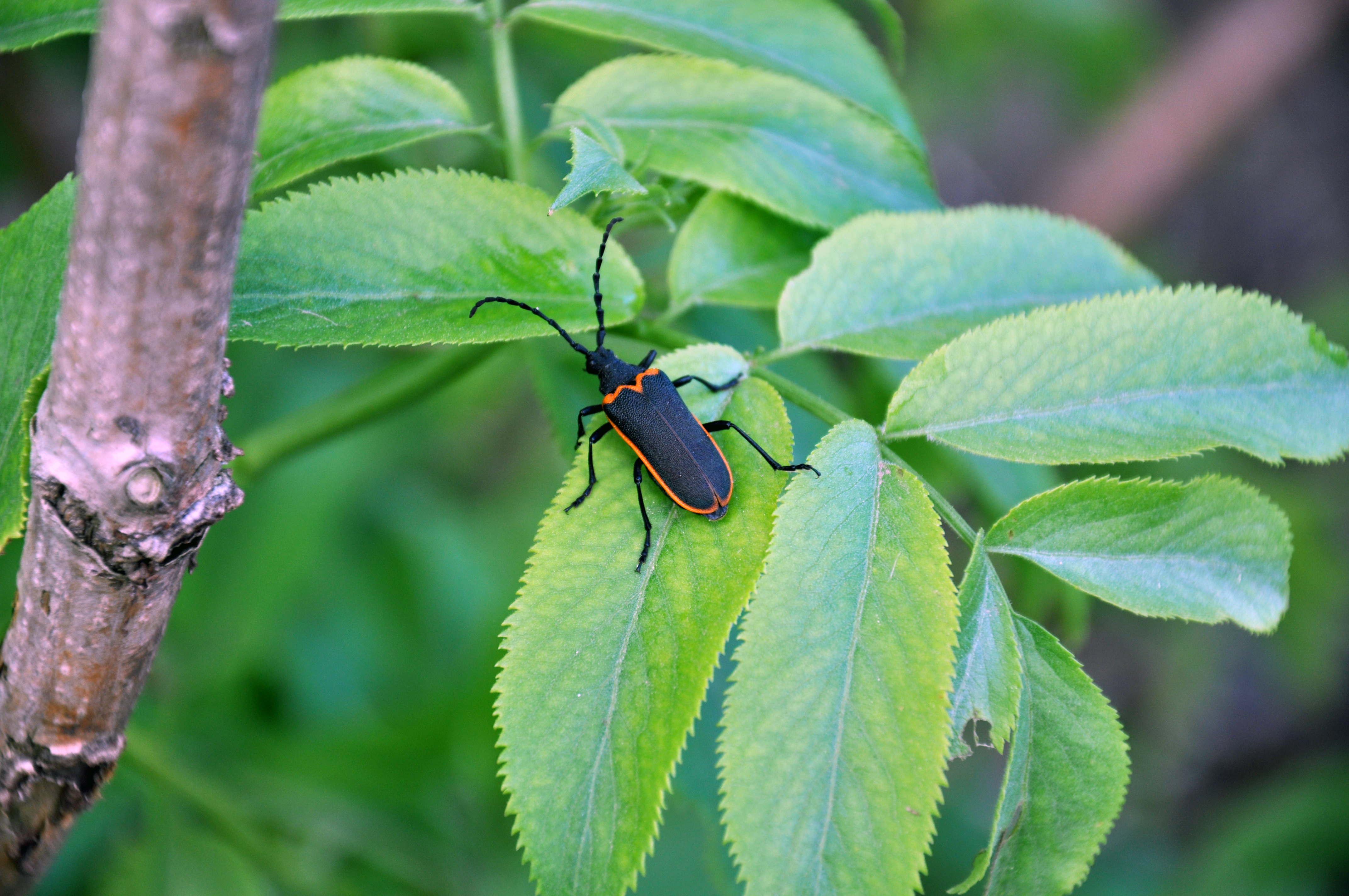
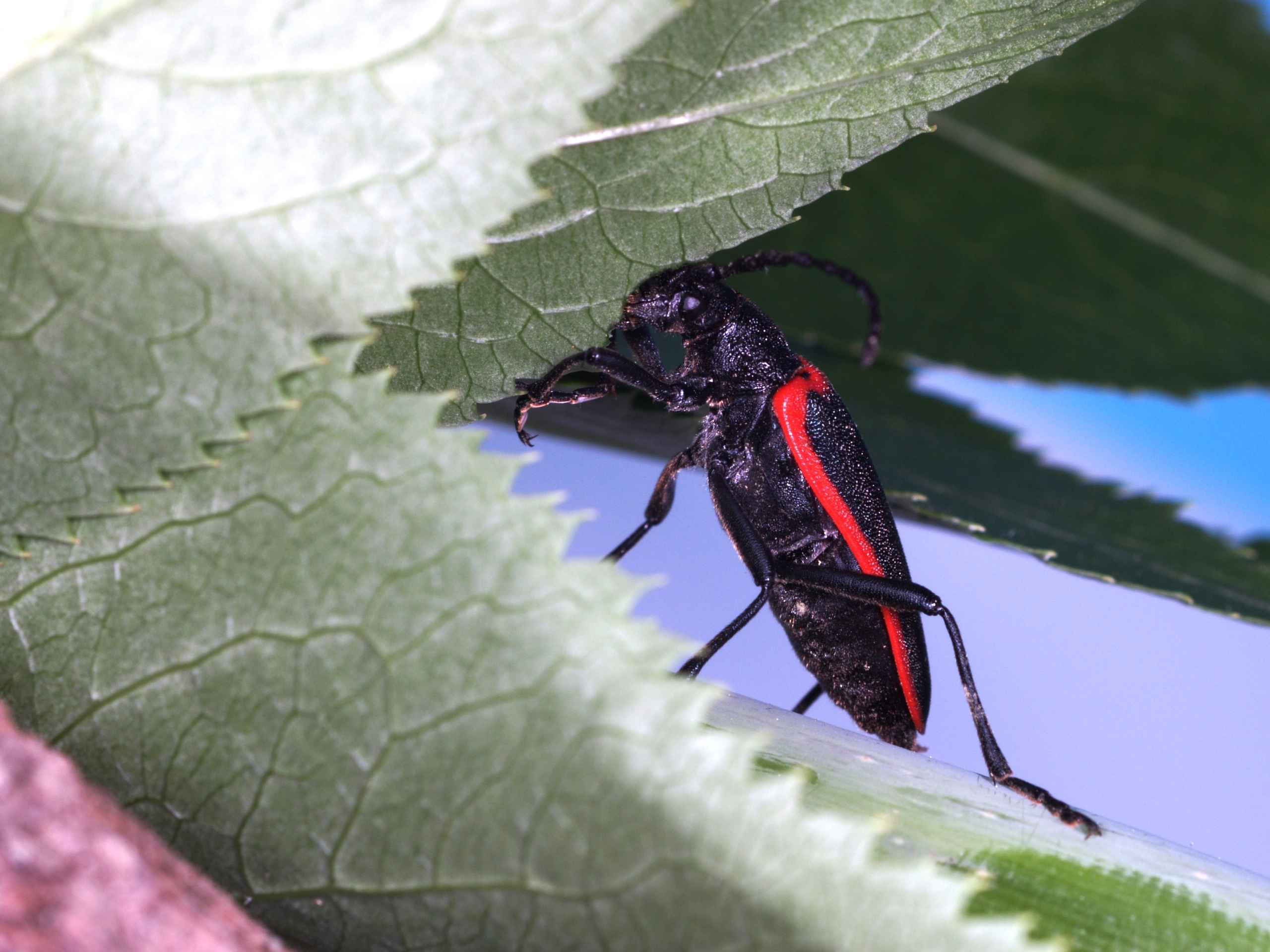